# September 2015
Portal Geschichte | Portal Biografien | Aktuelle Ereignisse | Jahreskalender | Tagesartikel

◄ |
20. Jahrhundert |
21. Jahrhundert

◄ |
1980er |
1990er |
2000er |
2010er
| 2020er | 2030er | 2040er

◄ |
2011 |
2012 |
2013 |
2014 |
2015
| 2016 | 2017 | 2018 | 2019 | ►

◄ |
Juni 2015 |
Juli 2015 |
August 2015 |
September 2015 |
Oktober 2015 |
November 2015 |
Dezember 2015 |
►
Dieser Artikel behandelt tagesbezogene Nachrichten und Ereignisse im September 2015.

## Tagesgeschehen

### Dienstag, 1. September 2015
- Palmyra/Syrien: Satellitenbilder zeigen, dass Terroristen des Islamischen Staates den Tempel des Bel vollständig zerstört haben.[1]
- Tórshavn/Färöer: Bei den Parlamentswahlen geht die sozialdemokratische Partei Javnaðarflokkurin unter dem Spitzenkandidaten Aksel Johannesen als Sieger hervor und gewinnt 8 der 33 Sitze. Zur Regierungsbildung benötigt sie zwei weitere Partner.[2]
- Wellington/Neuseeland: Zum Referendum über das Design einer neuen Flagge, die sich deutlicher von der des Nachbarlandes Australien abheben soll, werden den Bürgern vier Entwürfe zur Abstimmung gestellt.[3]

### Mittwoch, 2. September 2015
- Baikonur/Kasachstan: Die russische Mission Sojus TMA-18M bringt mit Andreas Mogensen den ersten Raumfahrer aus Dänemark ins Weltall.[4]
- Den Haag/Niederlande: Vor dem Internationalen Strafgerichtshof in Den Haag beginnt ein Verfahren gegen den früheren kongolesischen Rebellenchef Bosco Ntaganda wegen Kriegsverbrechen wie Mord an Zivilisten und Vergewaltigung der eigenen Kindersoldaten.[5]
- Neu-Delhi/Indien: Um gegen Pläne der Regierung, den Arbeitsmarkt zu reformieren, zu protestieren, treten landesweit 150 Millionen Arbeiter in einen eintägigen Streik.[6]
- San Salvador/El Salvador: Mit insgesamt 907 Opfern ist der August 2015 der blutigste in einer langen Serie von Gewalttaten in El Salvador. Man geht landesweit von 70.000 gewaltbereiten Gangmitgliedern aus.[7]

### Donnerstag, 3. September 2015
- Guatemala-Stadt/Guatemala: Nach einer Korruptionsaffäre tritt der guatemaltekische Präsident Otto Pérez Molina zurück. Am Nachmittag wird mit Alejandro Maldonado Aguirre sein kommissarischer Nachfolger vereidigt.[8]
- Kuala Lumpur/Malaysia: Beim Untergang eines mit mindestens 70 indonesischen Flüchtlingen besetzten Holzbootes vor der malaysischen Küste kommen 14 Flüchtlinge um. Fischer retten 19 Schiffbrüchige.[9]

### Freitag, 4. September 2015
- Berlin/Deutschland, Wien/Österreich: Spätabends teilt der österreichische Bundeskanzler Werner Faymann mit, dass Österreich die im Rahmen der Flüchtlingskrise in Europa 2015/2016 über die Balkanroute aus Ungarn kommenden Flüchtlinge einreisen lassen wird. Er gibt bekannt, dass in Abstimmung mit der deutschen Bundeskanzlerin Angela Merkel „aufgrund der heutigen Notlage an der ungarischen Grenze“ entschieden wurde, die Flüchtlinge nach Österreich ein- und nach Deutschland weiterreisen zu lassen.[10]
- Budapest/Ungarn: Bisher im Bahnhof Budapest Keleti pályaudvar ausharrende Flüchtlinge machen sich auf zu einem Fußmarsch in Richtung Österreich. Der Menschenzug, der auch über die Autobahn zieht, wird von den Medien begleitet. Ungarns Ministerpräsident Viktor Orbán kündigt an, die Flüchtlinge mit Bussen an Österreichs Grenze transportieren zu lassen.[11]
- Moskau/Russland: Russlands Präsident Wladimir Putin bestätigt, dass die russische Regierung das Regime von Syriens Machthaber Baschar al-Assad im dortigen Bürgerkrieg mit militärischem Material, Training und logistischer Hilfe unterstützt.[12]

### Samstag, 5. September 2015
- Duschanbe/Tadschikistan: Bei Zusammenstößen nahe der tadschikischen Hauptstadt, die die Regierung als Kampf gegen Terroristen bezeichnet, kommen mindestens 22 Personen ums Leben.[13]

### Sonntag, 6. September 2015
- Chișinău/Moldawien: Zehntausende Menschen fordern bei Demonstrationen auf dem zentralen Platz der moldauischen Hauptstadt den Rücktritt des Präsidenten Nicolae Timofti und der Führung der Generalbank und der Generalstaatsanwaltschaft. Ein weiteres Anliegen der Demonstranten ist die Rückkehr des Landes auf den Weg der europäischen Integration.[14]
- Guatemala-Stadt/Guatemala: Bei der Kongress- und Präsidentschaftswahl kommt es zu einer Stichwahl um das Amt des Staatsoberhauptes. Am 25. Oktober stellen sich die beiden Bestplatzierten, der Fernsehkomiker Jimmy Morales und die frühere First Lady Sandra Torres, zur Wahl.[15]
- Schwerin/Deutschland: Der Volksentscheid über die Gerichtsstrukturreform in Mecklenburg-Vorpommern scheitert am Zustimmungsquorum.[16]
- Warschau/Polen: Das Referendum über eine Änderung des Wahlrechts, der Parteienfinanzierung und des Steuerrechts scheitert an zu geringer Wahlbeteiligung, da nur 7,8 Prozent der Wahlberechtigten über die Vorhaben abstimmen.[17]

### Montag, 7. September 2015

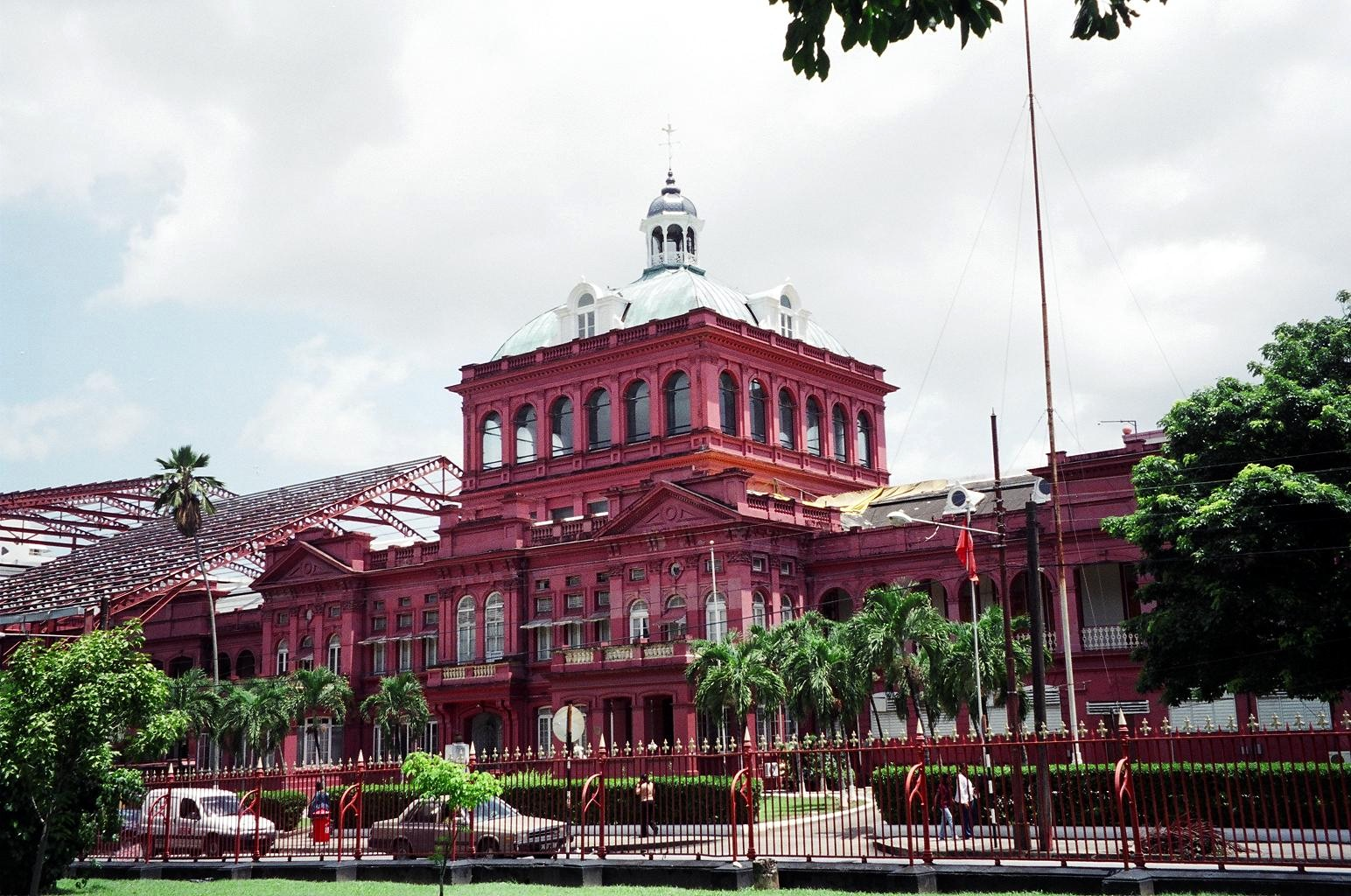
Red House, Sitz des Repräsentantenhauses von Trinidad und Tobago

- Budapest/Ungarn: Nach Beratungen über die Flüchtlingskrise in Ungarn, bei der der Zustand des neuen Zaunes an der Grenze zu Serbien erörtert wird, der Flüchtlinge künftig an dieser EU-Außengrenze abhalten soll, kündigt Verteidigungsminister Csaba Hende seinen Rücktritt an. Nachfolger wird Staatssekretär István Simicskó.[18]
- Hakkâri/Türkei: Bei einem Angriff der PKK auf türkische Sicherheitskräfte werden in Dağlıca in der Provinz Hakkâri im äußersten Südosten des Landes mindestens 16 Soldaten getötet, nachdem ein Militärkonvoi dort in eine Sprengfalle geraten ist und PKK-Kämpfer das Feuer auf die Soldaten eröffnet haben. Das türkische Militär reagiert mit Luftangriffen und bombardiert 23 Ziele im Bezirk Yüksekova.[19]
- Port of Spain/Trinidad und Tobago: Die oppositionelle Partei People’s National Movement gewinnt die Wahl zum Repräsentantenhaus.[20]

### Dienstag, 8. September 2015
- Beirut/Libanon: Ein Sandsturm beeinträchtigt das öffentliche Leben besonders im Libanon und in Syrien. Insgesamt kommen dabei zehn Personen ums Leben. Im Libanon werden auf Beschluss der Behörden Schulen und andere öffentliche Institutionen geschlossen.[21]
- Vatikanstadt: Papst Franziskus vereinfacht durch einen Erlass den Prozess der Annullierung einer katholischen Ehe.[22]

### Mittwoch, 9. September 2015

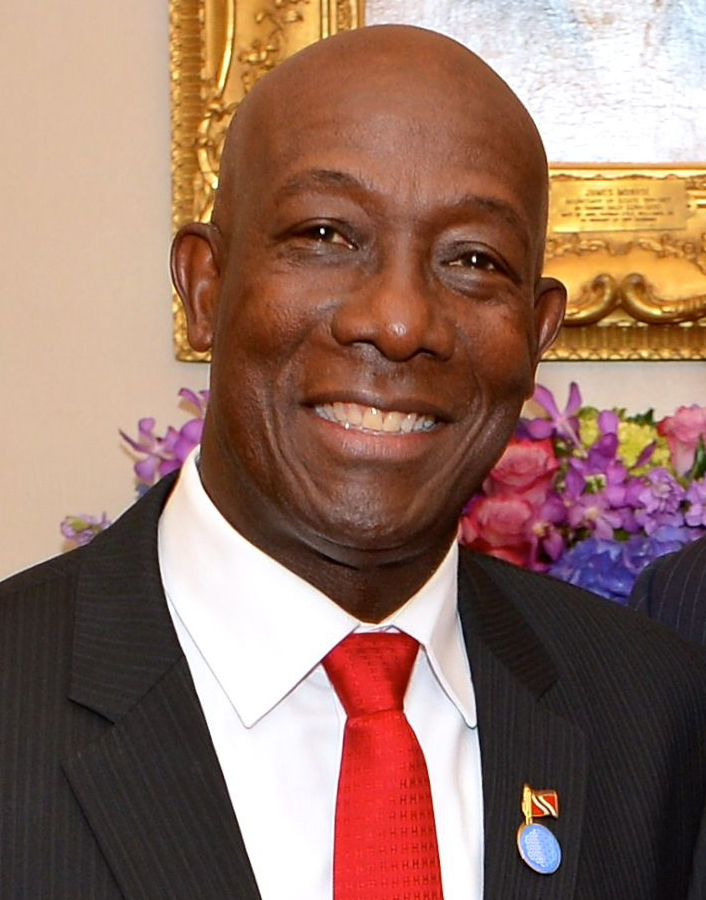
Keith Rowley

- Port of Spain/Trinidad und Tobago: Zwei Tage nach der Wahl zum Repräsentantenhaus wird Keith Rowley als neuer trinidadischer Premierminister vereidigt.[23]
- Riad/Saudi-Arabien: Die aktuelle arabischsprachige Ausgabe des Magazins National Geographic wird in Saudi-Arabien aus kulturellen Gründen, die offenbar die Gotteslästerung beschreiben, verboten. Auf dem Cover ist das Oberhaupt der katholischen Kirche mit der Schlagzeile „Die Kirchenreform – so führt Franziskus die stille Revolution an“ zu sehen.[24]
- Vejle/Dänemark: Nach der Einreise hunderter Migranten, die meist aus Syrien und dem Irak stammen und von Deutschland kommend über Dänemark nach Schweden weiterreisen wollen, stellt die Polizei in Sydjylland den Bahnverkehr zwischen Flensburg und Padborg ein und sperrt vorübergehend die Autobahn. Darüber hinaus wird der Fährverkehr zwischen Fehmarn und Rødby gestoppt.[25]

### Donnerstag, 10. September 2015

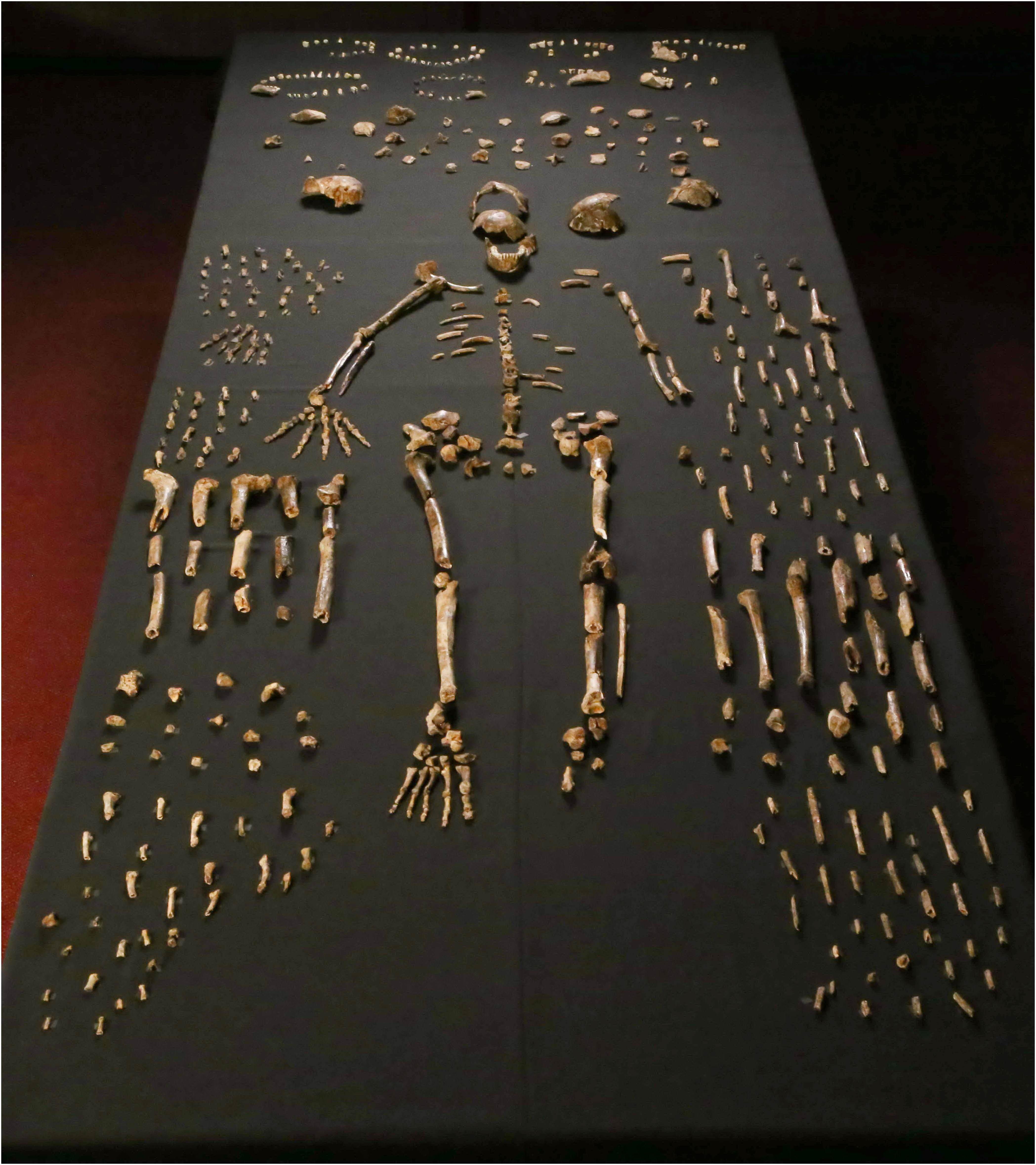
Knochen von Homo naledi (Originale)

- Belfast/Vereinigtes Königreich: Der Erste Minister der Gemeinschaftsregierung von Nordirland, Peter Robinson, und mit Ausnahme der Finanzministerin Arlene Foster alle weiteren Minister der Regierungspartei Democratic Unionist Party (DUP) treten von ihren Ämtern zurück. Neue Erste Ministerin Nordirlands wird Arlene Foster. Hintergrund der politischen Krise ist die Ermordung eines ehemaligen IRA-Mannes durch möglicherweise weiterbestehende Strukturen der als Terrorvereinigung eingestuften Provisional IRA, deren Existenz der Koalitionspartner der nordirischen Regierung, die Sinn Féin, bestreitet.[26]
- Caracas/Venezuela: Der venezolanische Oppositionsführer Leopoldo López wird wegen „Anstachelung zur Gewalt und Verschwörung“ von einem Gericht in Caracas zu knapp 14 Jahren verurteilt und damit von der sozialistischen Regierung für die blutigen Krawalle im vergangenen Jahr verantwortlich gemacht. Damals hat López, zu diesem Zeitpunkt Bürgermeister der Hauptstadt, zu Demonstrationen gegen die Regierung Nicolás Maduro aufgrund der schlechten Wirtschaftslage und der hohen Kriminalitätsrate aufgerufen. Menschenrechtsgruppen sehen López als politisch Gefangenen und fordern seine Freilassung.[27]
- Johannesburg/Südafrika: Forscher der Witwatersrand-Universität entdecken einen neuen Vorfahren des Menschen, der Homo naledi genannt wird. Mehr als 1550 Hominini-Knochenteile von 15 Individuen sind in einer abgelegenen Kammer der Rising-Star-Höhle gefunden worden, die die Forscher als Bestattungsort annehmen. Das genaue Alter der Fundstücke ist nicht bekannt.[28]

### Freitag, 11. September 2015
- Bujumbura/Burundi: Der burundische Armeechef Prime Niyongabo entgeht knapp einem Attentat. Bei der Attacke in Bujumbura werden sechs Menschen getötet, während der General selbst unverletzt bleibt. Seit der Ankündigung von Präsident Pierre Nkurunziza, entgegen der Verfassung für eine dritte Amtszeit zu kandidieren und seiner umstrittenen Wiederwahl im Juli wird Burundi von Gewalt erschüttert.[29]
- Mekka/Saudi-Arabien: Kurz vor Eröffnung der diesjährigen Pilgersaison stürzt zum Zeitpunkt des Gebetes zum Sonnenuntergang ein Kran auf die Heilige Moschee. Dabei werden über 100 Personen getötet und weit über 200 weitere verletzt. Zum Unglückszeitpunkt war es stark windig und regnerisch.[30]
- Singapur/Singapur: Die Regierungspartei People’s Action Party gewinnt die vorgezogenen Parlamentswahlen und erringt 83 der 89 Parlamentsmandate.[31]

### Samstag, 12. September 2015
- Bhopal/Indien: Bei der Explosion einer Gasflasche in einem Restaurant in Petlawad im Bundesstaat Madhya Pradesh sterben über 100 Personen.[32]
- Leh/Indien: An der chinesisch-indischen Demarkationslinie kommt es zu Auseinandersetzungen zwischen Truppen beider Staaten. Sowohl Indien als auch China beanspruchen in diesem Grenzkonflikt jeweils Teile, die unter der Kontrolle des Nachbarstaates stehen, für ihr eigenes Staatsgebiet.[33]

### Sonntag, 13. September 2015
- Berlin/Deutschland: Der deutsche Innenminister Thomas de Maizière veranlasst aufgrund der Flüchtlingskrise im Rahmen der geltenden Regeln des Schengener Abkommens vorübergehend die Einführung von Grenzkontrollen an der deutsch-österreichischen Grenze. Nach Einführung dieser gelingt dort bald die Festnahme erster Schleuser.[34]
- Gizeh/Ägypten: Bei einem Antiterroreinsatz der ägyptischen Armee und Polizei in der Nähe der Bahariyya-Oasen in der Libyschen Wüste im Gouvernement al-Dschiza, wird versehentlich der Konvoi einer mexikanischen Touristengruppe angegriffen. Dabei kommen alle Touristen und ihre örtlichen Begleiter ums Leben. Das Wüstengebiet südwestlich von Gizeh wird daraufhin für den Tourismus gesperrt.[35]

### Montag, 14. September 2015

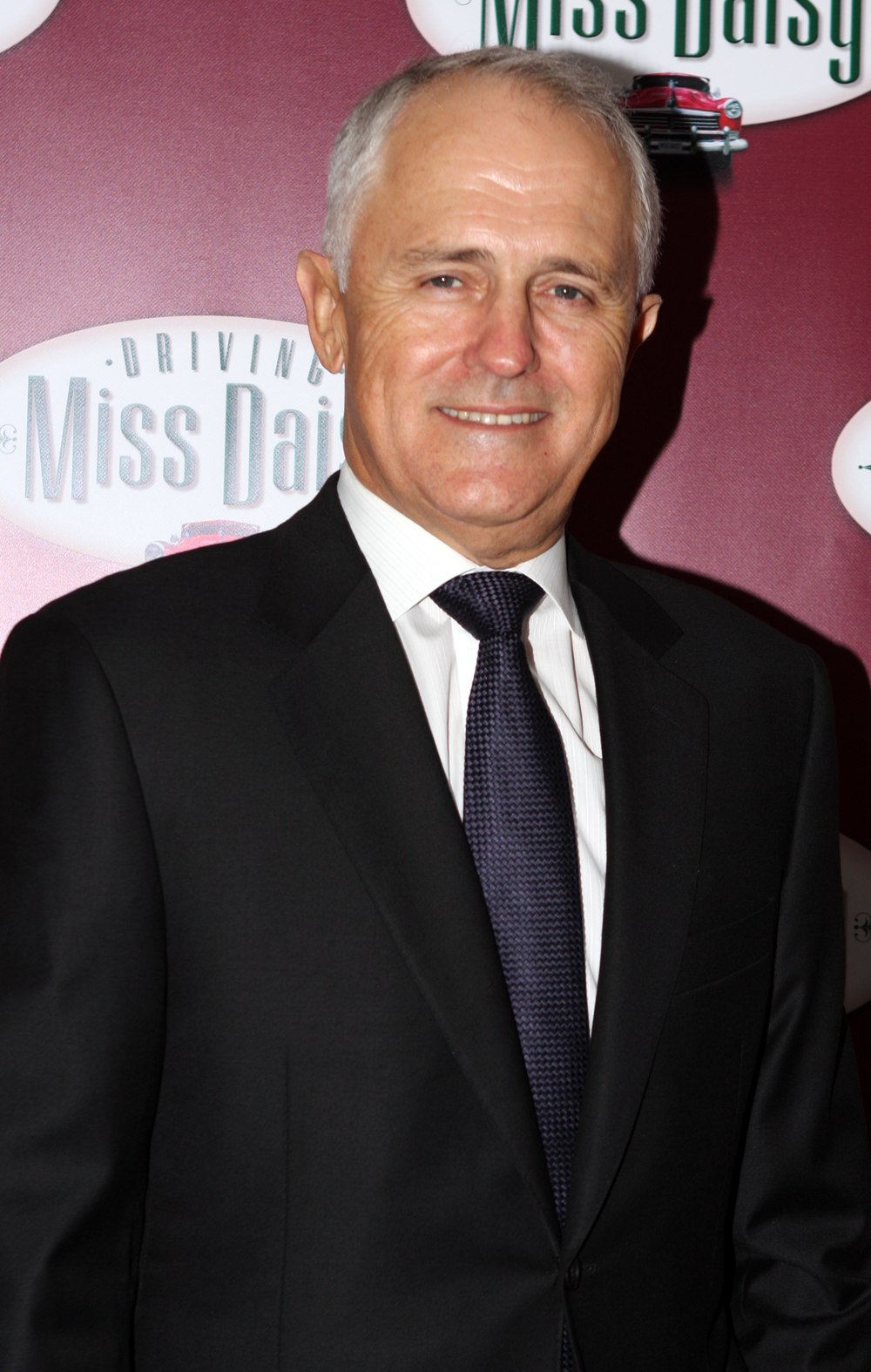
Malcolm Turnbull

- Canberra/Australien: Der australische Premierminister Tony Abbott wird als Parteichef der Liberal Party abgewählt und verliert damit auch sein Amt als Regierungschef. Neuer Premierminister wird sein parteiinterner Herausforderer Malcolm Turnbull.[36]
- Ghazni/Afghanistan: Kämpfer der radikalislamischen Taliban greifen ein Gefängnis in der Provinzhauptstadt Ghazni in Zentralafghanistan an, befreien über 350 Gesinnungsgenossen sowie andere Extremisten und bringen diese in Gebiete, die unter ihrer Kontrolle stehen.[37]
- Szeged/Ungarn: Ungarn schließt die letzte Lücke im Grenzzaun zu Serbien bei Röszke, um die illegale Einreise von Flüchtlingen an dieser EU-Außengrenze zu unterbinden. Flüchtlinge in Ungarn werden zur österreichischen Grenze gebracht.[38]

### Dienstag, 15. September 2015

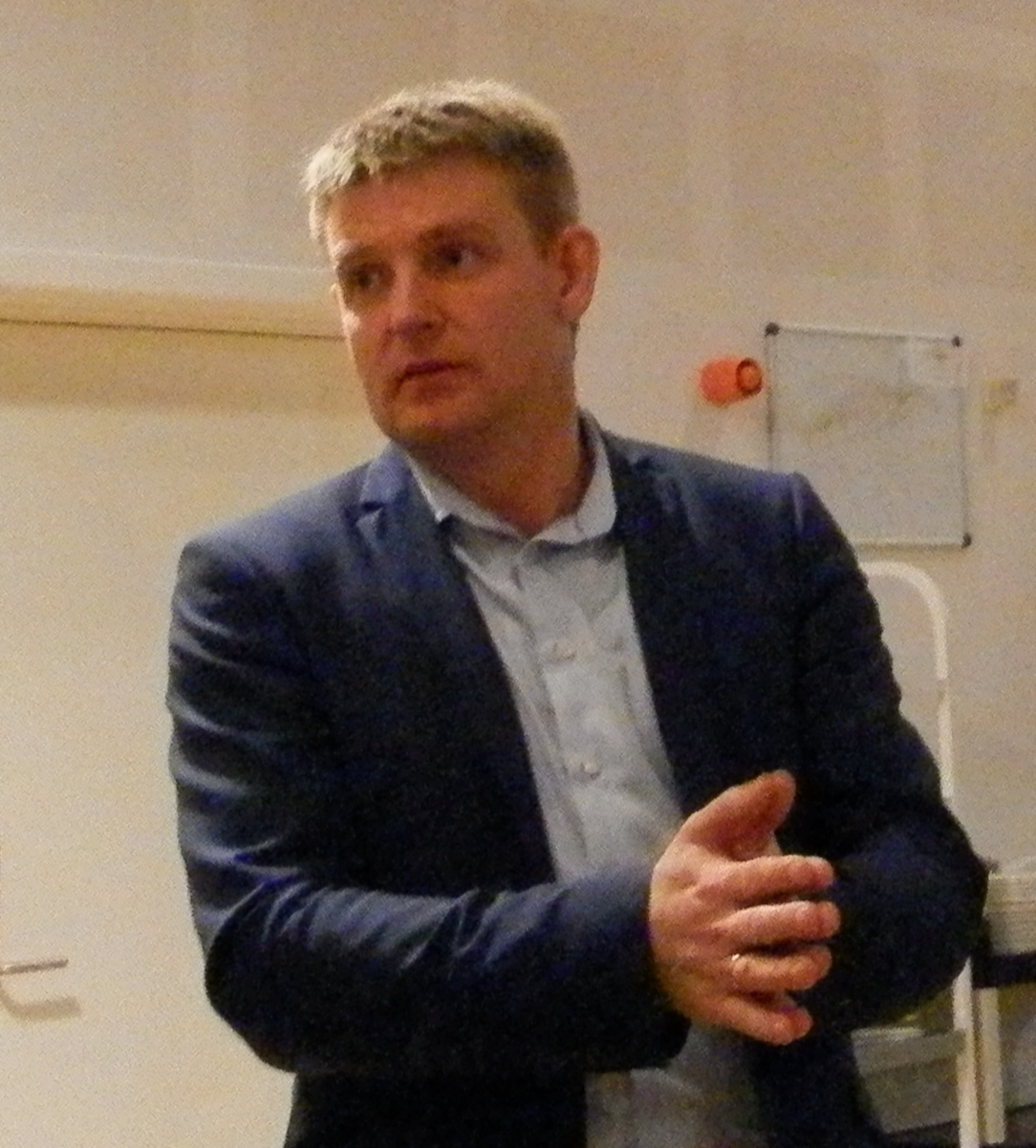
Aksel Johannesen

- Grenoble/Frankreich: Eine Lawine im französischen Écrins-Massiv südöstlich von Grenoble reißt am Mittag sieben Alpinisten in den Tod. Eine Person wird verletzt gerettet. Vier Todesopfer sind deutscher und die anderen drei tschechischer Nationalität. Bislang ist die genaue Unfallursache unbekannt, vermutet werden Verwehungen nach ergiebigen Schneefällen am Wochenende.[39]
- New York/Vereinigte Staaten: Der Vorsitzende Mogens Lykketoft (Dänemark) eröffnet die 70. Generalversammlung der Vereinten Nationen (UNGA) und fordert, die gemachten Versprechen bezüglich nachhaltiger Entwicklung zügig umzusetzen.[40]
- Tórshavn/Färöer: Zwei Wochen nach der Parlamentswahl wird der Sozialdemokrat Aksel Johannesen zum neuen Premierminister der Färöer gewählt.[41]

### Mittwoch, 16. September 2015
- Düsseldorf/Deutschland: Das Internationale Olympische Komitee gibt die Bewerberstädte für die Olympischen Sommerspiele 2024 bekannt: Neben Hamburg treten Los Angeles, Budapest, Paris und Rom an.[42]
- Illapel/Chile: Ein Erdbeben der Stärke 8,4 rund 55 Kilometer vor der Küste Chiles erschüttert am Abend das Zentrum des Landes. Mindestens elf Menschen kommen dabei ums Leben. Warnungen vor Tsunamis betreffen den gesamten Pazifikraum. Viereinhalb Meter hohe Flutwellen überfluten Straßenzüge in mehreren Küstenorten Chiles.[43]

### Donnerstag, 17. September 2015

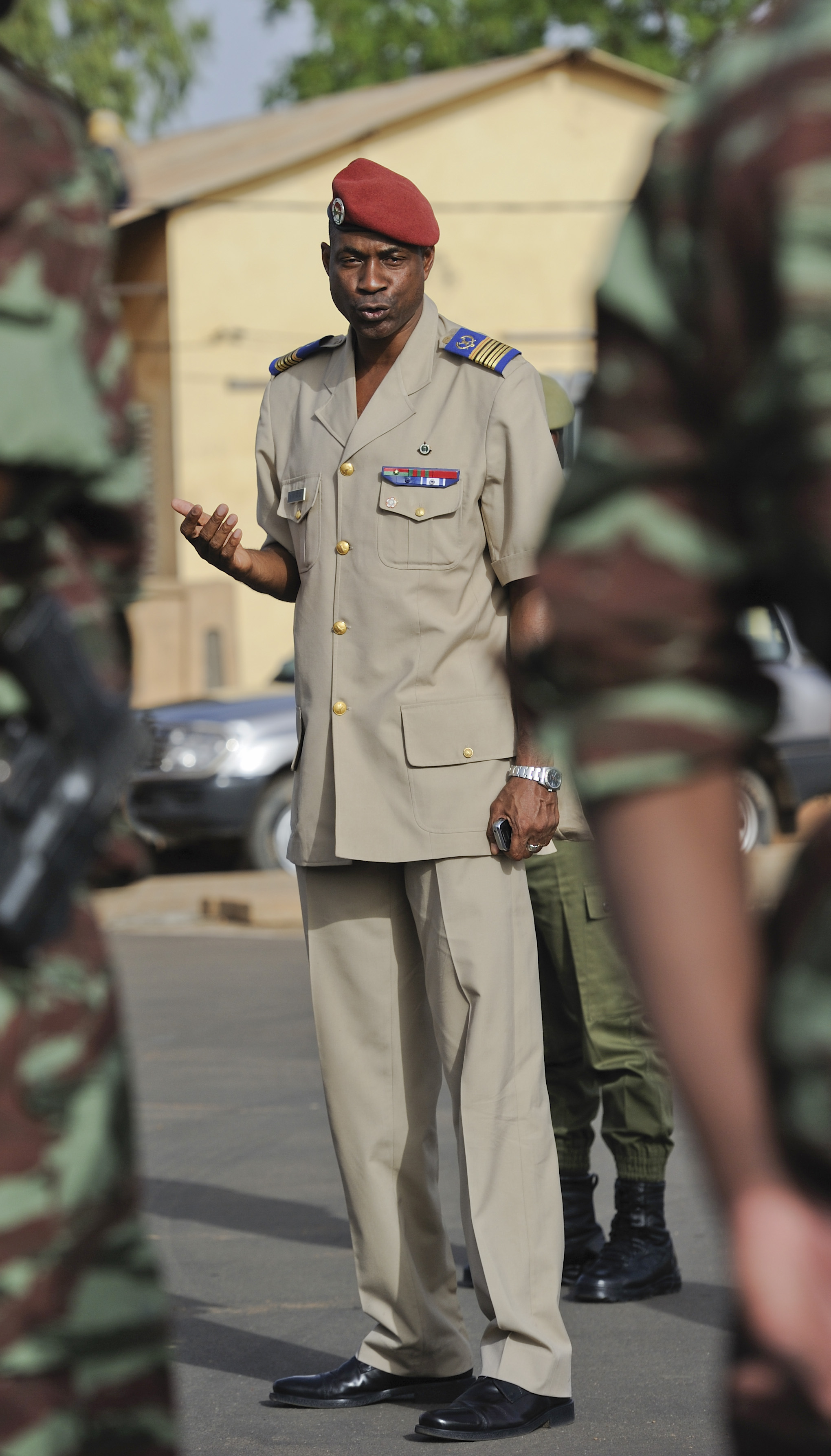
Gilbert Diendéré, Mai 2010

- Bukarest/Rumänien: Die zuständige Staatsanwaltschaft in Bukarest erhebt Anklage gegen den Ministerpräsidenten Rumäniens, Victor Ponta, und vier weiteren Personen wegen Korruptionsvorwürfen.[44]
- Ouagadougou/Burkina Faso: Im westafrikanischen Burkina Faso bringen Soldaten der ehemaligen Präsidentengarde Blaise Compaorés unter General Gilbert Diendéré den Präsidenten Michel Kafando und den Regierungschef Isaac Zida der Übergangsregierung in ihre Gewalt und erklären diese für abgesetzt. Am 11. Oktober hätten Neuwahlen stattfinden sollen.[45] Die Militärjunta ernennt Gilbert Diendéré zum neuen Staatsoberhaupt.[46]

### Freitag, 18. September 2015
- Basel/Schweiz: Mit dem 178 Meter hohen Roche-Turm (Bau 1) wird das höchste Hochhaus der Schweiz in Basel offiziell eröffnet.[47]
- Berlin/Deutschland: Frank-Jürgen Weise, Vorstandsvorsitzender der Bundesagentur für Arbeit, wird in Personalunion neuer Präsident des Bundesamtes für Migration und Flüchtlinge. Dessen Behördenleiter Manfred Schmidt war am Vortag wegen persönlicher Gründe zurückgetreten. Von Oppositionsseite gibt es massive Kritik an der Behörde in Zusammenhang mit dem verstärkten Zuzug von Flüchtlingen in die Bundesrepublik.[48]
- Tokio/Japan: Das japanische Parlament verabschiedet mit der umstrittenen Reform der Verteidigungspolitik eines der wichtigsten politischen Ziele des Premierministers Shinzō Abe. Mit dieser neuen Militärdoktrin dürfen Japans Streitkräfte künftig seinen Verbündeten bei feindlichen Angriffen militärisch beistehen. Die Opposition wertet die neue Sicherheitsreform als Verstoß gegen die pazifistische Nachkriegsverfassung.[49]
- London/Vereinigtes Königreich: Die achte Rugby-Union-Weltmeisterschaft beginnt.

### Samstag, 19. September 2015
- Havanna/Kuba: Papst Franziskus trifft zu seinem ersten Staatsbesuch in Kuba ein und wird dort von Präsident Raúl Castro empfangen. Der Papst lobt bei seiner Ankunft die Entspannung der diplomatischen Beziehungen zwischen Kuba und den Vereinigten Staaten, bei der der Vatikan eine entscheidende Vermittlerrolle innehatte. Franziskus möchte mit seinem Besuch den katholischen Glauben auf der sozialistisch geführten Inselrepublik stärken.[50]
- Kairo/Ägypten: Eine Woche nach dem Rücktritt der gesamten ägyptischen Regierung wegen Korruptionsvorwürfen vereidigt Staatspräsident Abd al-Fattah as-Sisi das neue Kabinett unter dem früheren Ölminister Scherif Ismail als neuem Regierungschef. Gegenüber dem alten Kabinett werden 14 der 33 Minister ausgetauscht.[51]
- Santo Domingo/Dominikanische Republik: Das dominikanische Gesundheitsamt gibt bekannt, dass bei 5220 registrierten Ausbrüchen des Denguefiebers 57 Personen daran in diesem Jahr gestorben sind, was einen Anstieg im Vergleich zum Vorjahr bedeutet.[52]

### Sonntag, 20. September 2015
- Athen/Griechenland: Bei der Parlamentswahl in Griechenland unterliegt die liberal-konservative Nea Dimokratia dem Linksbündnis Syriza unter Alexis Tsipras nach den ersten Auszählungsergebnissen deutlich.[53] Syriza will die Koalition mit der rechtspopulistischen Partei Anexartiti Ellines, kurz ANEL, fortsetzen.[54]
- Kathmandu/Nepal: In seiner neuen Verfassung erklärt sich Nepal als säkularer Staat. Als erstes asiatisches Land schützt Nepal mit dieser Verfassung die Rechte von Lesben, Schwulen, Bisexuellen und Transgender.[55]
- Lille/Frankreich: Die spanische Basketballnationalmannschaft gewinnt durch einen 80:63-Finalerfolg über die Auswahl Litauens die Europameisterschaft.[56]
- Wolfsburg/Deutschland: Es wird bekannt, dass der Autohersteller Volkswagen bei den Abgas-Emissionen mehrerer Diesel-Modelle die Kontrolluntersuchungen manipuliert und damit die in den Vereinigten Staaten geltenden Abgas-Regulierungen umgangen habe. Die US-amerikanische Umweltbehörde (EPA) hat Unterschiede bei den Abgaswerten auf der Straße und im Prüftest festgestellt und eine Software identifiziert, die unnatürliches Fahren als Prüftest erkennt, woraufhin die Abgasaufbereitung ihre volle Funktionalität aufnimmt, um die auszustoßenden Stickoxide zu minimieren.[57]

### Montag, 21. September 2015
- Athen/Griechenland: Nach dem Sieg der linksgerichteten Partei SYRIZA bei der vorgezogenen Parlamentswahl in Griechenland am gestrigen Tag wird Alexis Tsipras erneut als Ministerpräsident vereidigt.[58]
- Mogadischu/Somalia: Bei einem Selbstmordanschlag auf den Amtssitz des somalischen Präsidenten kommen mindestens 12 Personen ums Leben, weitere 23 werden verletzt. Die Terrormiliz al-Shabaab übernimmt die Verantwortung für diesen Anschlag, der vermutlich einem Treffen von lokalen Stammesältesten mit Vertretern der Vereinten Nationen gilt.[59]

### Dienstag, 22. September 2015
- Brüssel/Belgien: Per Mehrheitsbeschluss erzwingen die EU-Staaten bei einer Konferenz der EU-Innenminister die Verteilung von 120.000 Flüchtlingen auf dem Kontinent. Bei einer Enthaltung (Finnland) werden vier ostmittel- und südosteuropäische Länder (Tschechien, Slowakei, Ungarn und Rumänien) überstimmt, was dort Kritik hervorruft. Der Verteilschlüssel orientiert sich an der jeweiligen Bevölkerungszahl und der Wirtschaftskraft der EU-Staaten.[60]
- Osnabrück/Deutschland: Dem Klimaforscher Mojib Latif und dem Resilienzforscher Johan Rockström wird der Deutsche Umweltpreis zuerkannt. Die Wahl der Preisträger sei auch ein Appell an die internationale Staatengemeinschaft, bei der anstehenden Nachhaltigkeitskonferenz in New York und beim bevorstehenden Klimaschutzgipfel in Paris die Weichen in Richtung Zukunftssicherung der Menschheit zu stellen.[61]
- Ouagadougou/Burkina Faso: Nach dem Einmarsch regulärer Truppen in die burkinische Hauptstadt erklärt Putschistenführer Gilbert Diendéré, dass der abgesetzte Interimspräsident Michel Kafando und der Regierungschef Isaac Zida ihre Amtsgeschäfte wieder aufnehmen werden. In der nigerianischen Hauptstadt Abuja wird bei einem Gipfeltreffen der Westafrikanischen Wirtschaftsgemeinschaft (ECOWAS) der Plan ausgearbeitet, bei einem Rückzug der Putschisten diesen Straffreiheit zuzusagen.[62][63]
- Washington, D.C./Vereinigte Staaten: Papst Franziskus trifft zu seinem ersten Staatsbesuch in den Vereinigten Staaten ein und wird von Präsident Barack Obama, dessen Vize Joe Biden und deren Familien begrüßt.[64]

### Mittwoch, 23. September 2015
- Washington, D.C./Vereinigte Staaten: Papst Franziskus besucht Präsident Barack Obama im Weißen Haus. In der Basilika der Unbefleckten Empfängnis spricht er den Franziskanerpater Junípero Serra heilig; dies ist die erste Heiligsprechung überhaupt in den Vereinigten Staaten.[65]
- Wolfsburg/Deutschland: Aufgrund des Skandals um manipulierte Abgaswerte in den USA tritt Martin Winterkorn als Vorstandsvorsitzender der Volkswagen AG zurück.[66]

### Donnerstag, 24. September 2015
- Jerewan/Armenien: Armenische Offizielle behaupten, dass drei Staatsbürgerinnen in der Provinz Tawusch durch aserbaidschanischen Beschuss ums Leben gekommen sind. Aufgrund des Bergkarabach-Konfliktes sind die Beziehungen zwischen den beiden Kaukasus-Ländern stark angespannt.[67]
- Mekka/Saudi-Arabien: Bei einer Massenpanik während der islamischen Wallfahrt Haddsch werden nahe Mekka über 750 Menschen getötet und über 880 weitere verletzt.[68]
- Ouagadougou/Burkina Faso: Mit der Rückkehr von Interimspräsident Michel Kafando und Regierungschef Isaac Zida in ihre Ämter ist der Putsch von General Gilbert Diendéré beendet. Letzterer entschuldigt sich für den Putsch, der in der burkinischen Hauptstadt zu mindestens zehn Toten führte. In Ouagadougou werden Stimmen laut, entgegen dem Vorschlag der Westafrikanischen Wirtschaftsgemeinschaft (ECOWAS) den General für den Putsch zur Verantwortung zu ziehen. Ob die geplanten Wahlen am 11. Oktober stattfinden können, steht noch nicht fest.[69]
- Washington, D.C./Vereinigte Staaten: Mit Papst Franziskus spricht erstmals ein katholisches Kirchenoberhaupt vor dem US-Kongress. In seiner Rede thematisiert der Heilige Vater den Umweltschutz, er spricht ein Plädoyer für Einwanderer und fordert die Abschaffung der Todesstrafe.[70]

### Freitag, 25. September 2015
- Kiew/Ukraine: Die ukrainische Regierung untersagt mehreren russischen Fluglinien, darunter dem Staatskonzern und Marktführer Aeroflot, wegen der fortwährenden russischen Unterstützung der Separatisten im Osten des Landes die Nutzung ukrainischer Flughäfen und schränkt die Überflugrechte ein.[71]
- New York/Vereinigte Staaten: Papst Franziskus eröffnet den UN-Nachhaltigkeitsgipfel.[72]
- Singapur/Singapur: Wegen massiver Waldbrände auf den indonesischen Inseln Sumatra und Kalimantan aufgrund von nicht unter Kontrolle zu bringenden Brandrodungen von Land- und Palmölplantagenbesitzern kritisiert Singapurs Außenminister Kasiviswanathan Shanmugam die Unfähigkeit indonesischer Politiker scharf. Hohe Smogwerte in dem Stadtstaat führen zur Schließung von Schulen.[73]
- Washington, D.C./Vereinigte Staaten: John Boehner, Sprecher des Repräsentantenhauses der Vereinigten Staaten, gibt seinen Rücktritt von all seinen Ämtern mit Stichtag Ende Oktober 2015 bekannt.[74]
- Wolfsburg/Deutschland: Nach dem Rücktritt Martin Winterkorns aufgrund des Skandals um manipulierte Abgaswerte wird Matthias Müller als neuer Vorstandsvorsitzender der Volkswagen AG ernannt.[75]

### Samstag, 26. September 2015
- Den Haag/Niederlande: Der mutmaßliche Islamist Ahmad Al Faqi Al Mahdi von der Rebellengruppe Ansar Dine wird dem Internationalen Strafgerichtshof wegen Kriegsverbrechen und der Zerstörung von religiösen Bauwerken und Monumenten (neun Mausoleen und eine Moschee, die zum UNESCO-Weltkulturerbe gehörten) 2012 im malischen Timbuktu überstellt.[76]
- La Paz/Bolivien: Das bolivianische Parlament verabschiedet ein Gesetz, das vorbehaltlich einer Zustimmung in einem Referendum im kommenden Februar dem Präsidenten Evo Morales die Kandidatur für eine vierte Amtszeit 2019 ermöglicht.[77]

### Sonntag, 27. September 2015
- Bangui/Zentralafrikanische Republik: Bei erneuten Kämpfen zwischen Muslimen und Christen kommen in der Hauptstadt der Zentralafrikanischen Republik mindestens 36 Personen ums Leben, weitere 80 werden verletzt.[78]
- Barcelona/Spanien: Bei der Parlamentswahl in Katalonien gewinnen die Kräfte, die die Unabhängigkeit vom spanischen Mutterland befürworten, die Mehrheit der Parlamentssitze. Die Wahlbeteiligung ist mit 76 Prozent unerwartet hoch. Nach der Ankündigung von Regionalpräsident Artur Mas strebt dieser die Unabhängigkeit von Katalonien bis 2017 an. Die Zentralregierung in Madrid sieht in den Separatismusbestrebungen einen klaren Verstoß gegen die spanische Verfassung, welche die Unteilbarkeit der spanischen Nation festschreibt.[79]
- Georgetown/Guyana: Der guyanische Präsident David Arthur Granger wirft Venezuela eine militärische Aufrüstung im gemeinsamen Grenzgebiet vor und wertet dies als Fortbestand aggressiven und feindseligem Verhalten gegenüber Guyana. Der gemeinsame Grenzverlauf wurde 1899 unter internationaler Vermittlung in einem Schiedsspruch gelöst, dem Venezuela zustimmte. Allerdings erhebt Venezuela Anspruch auf die westlichsten Teile Guyanas.[80]
- Linz/Österreich: Bei der Landtagswahl in Oberösterreich verliert die bisherige konservativ-grüne Regierung ihre Mehrheit. In der von der Flüchtlingskrise dominierten Wahl müssen die Volksparteien Oberösterreichische Volkspartei und Sozialdemokratische Partei Österreichs deutliche Verluste hinnehmen, während die Freiheitliche Partei Österreichs ihren Stimmenanteil verdoppelt.[81]
- Philadelphia/Vereinigte Staaten: In seiner Rede auf dem Weltfamilientag vermeidet Papst Franziskus, Impulse zur kommenden Synode mit dem Thema Berufung und Mission der Familie in der modernen Welt zu setzen.[82]
- Podgorica/Montenegro: Bei Protesten in der montenegrinischen Hauptstadt fordern rund 4000 Demonstranten den Rücktritt von Ministerpräsident Milo Đukanović und vorgezogene Parlamentswahlen. Dem Regierungschef wird Korruption vorgeworfen.[83]

### Montag, 28. September 2015

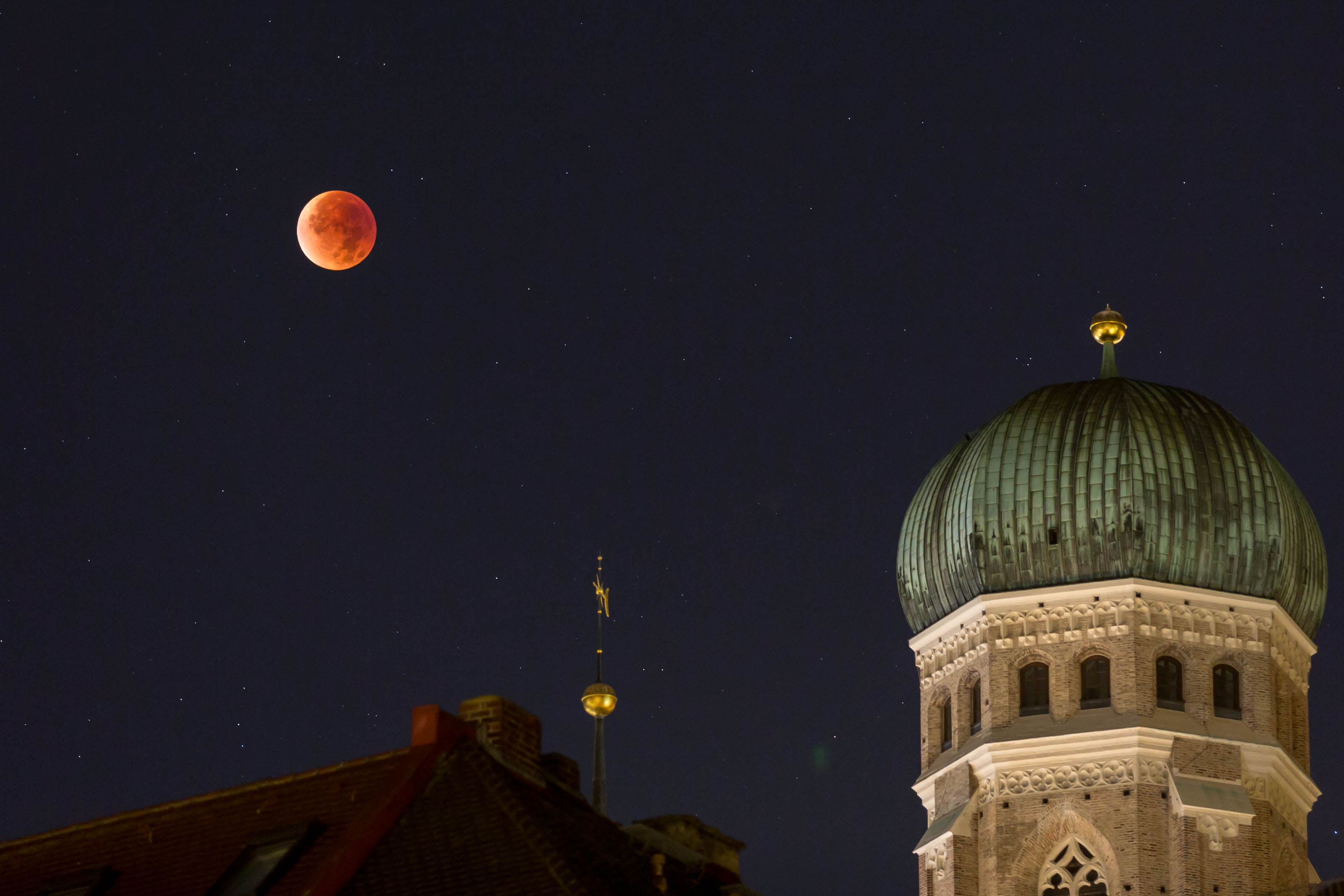
Die Mondfinsternis in München

- Barrow/Vereinigte Staaten: Der Ölkonzern Shell stoppt seine umstrittenen Öl- und Gasbohrungen in der Arktis im Areal Burger J in der Tschuktschensee nordwestlich von Barrow, Alaska. Die Bohrungen seien zu teuer, zu wenig erfolgreich und politisch zu heikel. Das Bohrloch wird versiegelt. Umweltschützer begrüßen diese Entscheidung.[84][85]
- Frankfurt am Main/Deutschland: Am Morgen ereignet sich eine totale Mondfinsternis, die besonders im Rhein-Main-Gebiet sowie weiten Teilen von Baden-Württemberg und Bayern gut zu sehen ist. Die Streuung von langwelligem Licht der Erdatmosphäre im Schattenkegel lässt den Mond als Blutmond rötlich erscheinen.[86]
- Kathmandu/Nepal: Regierungsbehörden planen, unerfahreren, besonders jungen oder älteren sowie körperlich eingeschränkten Bergsteigern künftig den Aufstieg auf den Mount Everest zu untersagen.[87]
- Kundus/Afghanistan: Mit einer überraschenden Offensive gelingt es den radikalislamischen Taliban, die Provinzhauptstadt Kundus im Norden Afghanistans einzunehmen. Regierungstruppen bereiten eine Gegenoffensive zur Rückeroberung vor.[88]
- Malé/Malediven: Der maledivische Präsident Abdulla Yameen überlebt eine Explosion auf einem Schnellboot. Der Explosionsgrund soll ein Anschlag sein.[89][90]

### Dienstag, 29. September 2015
- Bangui/Zentralafrikanische Republik: Bei einem Massenausbruch aus dem Hauptgefängnis in Bangui gelingt allen Inhaftierten die Flucht.[91]

### Mittwoch, 30. September 2015
- Homs/Syrien: Die russische Luftwaffe beginnt mit Luftschlägen zur Unterstützung der Regierung Assad. Russland stellte sie dar als Kampf gegen den Islamischen Staat in Syrien. Menschenrechtsorganisationen und US-Regierungsvertreter berichten, dass sich diese Angriffe auch gegen die gemäßigte syrische Opposition richten.[92]
- New York/Vereinigte Staaten: Bei der Vollversammlung der Vereinten Nationen erklärt der Präsident des Staates Palästinas, Mahmud Abbas, dass er sich nicht mehr an das Abkommen des Oslo-Friedensprozesses gebunden fühlt, da seiner Ansicht nach Israel die Vereinbarungen dauernd verletzt.[93]